# Uovo all'occhio di bue
L'uovo all'occhio di bue (o uovo al tegamino) è un piatto diffuso in vari paesi occidentali.

## Etimologia
Il nome deriva dal suo aspetto, simile ad un grande occhio (dove il tuorlo ricorda una pupilla o un'iride).

## Descrizione
Si prepara scaldando un uovo in una padella oliata o imburrata senza rigirarlo fino a quando il bianco è rappreso e il rosso integro e ancora fluido. Può essere salato e pepato a piacere.
Nei paesi di cultura germanica e anglosassone viene consumato a colazione; nel Regno Unito è uno degli ingredienti fondamentali della full breakfast assieme al bacon.

## Piatti simili
Nella cucina italiana i piatti serviti con un uovo all'occhio di bue vengono definiti "alla Bismarck", dal nome del Conte Otto von Bismarck che si dice accompagnasse qualsiasi portata con delle uova. I più celebri sono la pizza alla Bismarck, il filetto alla Bismarck e gli asparagi alla Bismarck.
Nell'Astigiano si preparano le uova al cirighet, che vengono fritte in padella e insaporite con acciughe, capperi, peperoncini e prezzemolo.